# Condado de Benton (Mississippi)
O Condado de Benton é um dos 82 condados do estado norte-americano do Mississippi. A sede de condado é Ashland que é também a sua maior cidade.
O condado tem uma área de 1059 km² (dos quais 5 km² estão cobertos por água), uma população de 8026 habitantes, e uma densidade populacional de 8 hab/km² (segundo o censo nacional de 2000). O condado foi fundado em 1870 e recebeu o seu nome é referido tradicionalmente como sendo uma homenagem a Thomas Hart Benton (1782 – 1858) que foi senador no Senado dos Estados Unidos, mas na realidade é uma homenagem ao general Samuel Benton, membro do Exército dos Estados Confederados durante a Guerra da Secessão.